# Stiepan Bachajew
Stiepan Antonowicz Bachajew (ros. Степа́н Анто́нович Бахаев, ur. 2 lutego 1922 we wsi Dwurieczki w obwodzie lipieckim, zm. 5 lipca 1995 w Bohoduchiwie) – radziecki lotnik wojskowy, Bohater Związku Radzieckiego (1951).

## Życiorys
Skończył 7 klas, uczył się w technikum w Lipiecku, później ukończył szkołę fabryczną i aeroklub, w październiku 1940 został powołany do Armii Czerwonej. W styczniu 1941 został kursantem wojskowej szkoły pilotów w Krasnodarze, która została ewakuowana po ataku Niemiec na ZSRR; ukończył ją w marcu 1943 i został skierowany do pułku lotniczego Nadwołżańskiego Okręgu Wojskowego, w maju 1943 został starszym lotnikiem, a jesienią 1943 dowódcą klucza 515 niszczycielskiego pułku lotniczego 294 Niszczycielskiej Dywizji Lotniczej 4 Niszczycielskiego Korpusu Lotniczego 16 Armii Powietrznej. Walczył w składzie Frontu Stepowego, od października do grudnia 1943 2 Frontu Ukraińskiego, a od lipca 1944 do maja 1945 1 Białoruskiego, uczestniczył w operacji biełgorodzko-charkowskiej, bitwie o Dniepr, operacji białoruskiej, wiślańsko-odrzańskiej, pomorskiej i berlińskiej; szczególnie zasłużył się podczas walk na Pomorzu. Wykonał 112 lotów bojowych, brał udział w 28 walkach powietrznych, w których strącił 11 samolotów wroga osobiście i 3 w grupie. 18 marca 1945 został ranny. Od 1945 należał do WKP(b). Po wojnie służył w Grupie Wojsk Radzieckich w Niemczech, potem został skierowany do 1 eskadry 523 niszczycielskiego pułku lotniczego w Kobryniu, a w sierpniu 1950 na Daleki Wschód. Od 28 maja 1951 do 1 marca 1952 uczestniczył w wojnie w Korei jako zastępca dowódcy i dowódca eskadry, wykonując 160 lotów bojowych, wylatując 143 godziny i 25 minut, brał udział w 63 walkach powietrznych, w których strącił osobiście 11 samolotów. 19 stycznia 1952 otrzymał stopień majora. Po wojnie koreańskiej dowodził eskadrą 523 niszczycielskiego pułku lotniczego 303 Niszczycielskiej Dywizji Lotniczej 54 Armii Powietrznej na Dalekim Wschodzie, od października 1955 do grudnia 1958 był starszym instruktorem-lotnikiem 30 Dywizji Lotniczej, następnie pomocnikiem dowódcy niszczycielskiego pułku lotniczego, w październiku 1959 został przeniesiony do rezerwy w związku z wypadkiem lotniczym z 26 kwietnia 1959, w którym odniósł ciężkie obrażenia.

## Odznaczenia
- Złota Gwiazda Bohatera Związku Radzieckiego (13 listopada 1951)
- Order Lenina (13 listopada 1951)
- Order Czerwonego Sztandaru (czterokrotnie - 22 sierpnia 1944, 15 czerwca 1945, 10 października 1951 i 23 stycznia 1957)
- Order Wojny Ojczyźnianej I klasy (dwukrotnie - 23 listopada 1943 i 11 marca 1985)
- Order Wojny Ojczyźnianej II klasy (5 lutego 1945)
- Order Czerwonej Gwiazdy (dwukrotnie - 22 lutego 1955 i 30 grudnia 1956)
- Medal „Za zasługi bojowe” (17 maja 1951)

I inne medale.